# Эллиль-надин-шуми
Эллиль-надин-шуми (буквально «Эллиль потомство дал») — касситский царь Вавилонии, правил приблизительно в 1231 — 1226 годах до н. э.
Не ясно, правил Эллиль-надин-шуми под верховной властью Тукульти-Нинурты I или в борьбе с ним. Свергнут в результате набега эламского царя Китен-Хутрана, который вторгся в Приморье, захватил Исин, Ниппур и Дер и с богатой добычей вернулся в Элам.